# Iris tenax
Iris tenax är en irisväxtart som beskrevs av David Douglas och John Lindley. Iris tenax ingår i släktet irisar, och familjen irisväxter. Inga underarter finns listade i Catalogue of Life.